# Куфія (рід)
Куфія (Trimeresurus) — рід отруйних змій родини гадюкових (Viperidae). Має 54 види. Інша назва «азійська списоголова змія».

## Опис
Загальна довжина представників цього роду коливається від 60 см до 1 м. Спостерігається статевий диморфізм — самиці більші за самців. Голова широка, пласка, різко трикутна, із загостреною мордою, вкрита дрібними щиточками неправильної форми. Шия різко звужена, так що передня частина тіла нагадує спис. Тулуб стрункий. Хвіст чіпкий. Забарвлення зелене, оливкове, світло—коричневе, жовтувате.

## Спосіб життя
Полюбляють лісову, чагарникову, трав'янисту місцини. Мешкають як на деревах, так і на землі. Активні вночі або у присмерку. Харчуються гризунами, ящірками, дрібними птахами, земноводними.
Отрута більшості куфій не становить небезпеки для людини, хоча зустрічаються й досить отруйні змії.
Це живородні змії. Самиці народжують до 20 дитинчат.

## Розповсюдження
Мешкають у південній, південно—східній та східній Азії.

## Види
| - Trimeresurus albolabris - Trimeresurus andalasensis - Trimeresurus andersonii - Trimeresurus arunachalensis - Trimeresurus ayeyarwadyensis - Trimeresurus barati - Trimeresurus borneensis - Trimeresurus brongersmai - Trimeresurus buniana - Trimeresurus cantori - Trimeresurus cardamomensis - Trimeresurus caudornatus - Trimeresurus davidi - Trimeresurus erythrurus - Trimeresurus fasciatus - Trimeresurus flavomaculatus - Trimeresurus fucatus - Trimeresurus gracilis - Trimeresurus gramineus - Trimeresurus gumprechti - Trimeresurus guoi - Trimeresurus hageni - Trimeresurus honsonensis - Trimeresurus insularis - Trimeresurus kanburiensis - Trimeresurus kraensis - Trimeresurus kuiburi - Trimeresurus labialis - Trimeresurus mayaae - Trimeresurus macrops - Trimeresurus malabaricus | - Trimeresurus malcolmi - Trimeresurus mcgregori - Trimeresurus medoensis - Trimeresurus nebularis - Trimeresurus phuketensis - Trimeresurus popeiorum - Trimeresurus puniceus - Trimeresurus purpureomaculatus - Trimeresurus rubeus - Trimeresurus sabahi - Trimeresurus schultzei - Trimeresurus septentrionalis - Trimeresurus sichuanensis - Trimeresurus stejnegeri - Trimeresurus strigatus - Trimeresurus sumatranus - Trimeresurus tibetanus - Trimeresurus toba - Trimeresurus trigonocephalus - Trimeresurus truongsonensis - Trimeresurus venustus - Trimeresurus vogeli - Trimeresurus wiroti - Trimeresurus yunnanensis |